# Pieckowo (gromada)
Pieckowo (od 1 I 1958 Święta Lipka)  – dawna gromada, czyli najmniejsza jednostka podziału terytorialnego Polskiej Rzeczypospolitej Ludowej w latach 1954–1972.
Gromady, z gromadzkimi radami narodowymi (GRN) jako organami władzy najniższego stopnia na wsi, funkcjonowały od reformy reorganizującej administrację wiejską przeprowadzonej jesienią 1954 do momentu ich zniesienia z dniem 1 stycznia 1973, tym samym wypierając organizację gminną w latach 1954–1972.
Gromadę Pieckowo z siedzibą GRN w Pieckowie utworzono – jako jedną z 8759 gromad na obszarze Polski – w powiecie kętrzyńskim w woj. olsztyńskim na mocy uchwały nr 15 WRN w Olsztynie z dnia 4 października 1954. W skład jednostki wszedł obszar dotychczasowej gromady Pieckowo wraz z miejscowościami Bezławecki Dwór, Bertyny, Wangoty, Grabno i Staniewo z dotychczasowej gromady Bezławki oraz miejscowościami Święta Lipka i Wólka Pieckowska z dotychczasowej gromady Pasterzewo ze zniesionej gminy Bezławki, a także miejscowość Siemki z dotychczasowej gromady Linkowo ze zniesionej gminy Biedaszki, w tymże powiecie. Dla gromady ustalono 10 członków gromadzkiej rady narodowej.
1 stycznia 1958 do gromady Pieckowo włączono wsie Pasterzewo, Spiglówka, Widryny i Pilec, PGR-y Fiugaty i Spigiel oraz osady Niewodnica i Skatniki ze zniesionej gromady Pilec w tymże powiecie, po czym gromadę Pieckowo zniesiono przez przeniesienie siedziby GRN z Pieckowa do Świętej Lipki i zmianę nazwy jednostki na gromada Święta Lipka.